# Renee Sands
Renee Ilene Sandstrom, mais conhecida como Renee Sands (15 de fevereiro de 1974, em Worcester, Massachusetts), é uma atriz e cantora americana.
Participou do filme da Disney Channel Camp Rock estrelado por Demi Lovato e Jonas Brothers.
Era integrante do grupo Wild Orchid, junto com Fergie e Stefanie Ridel.